# Leucogyrophana pouzarii
Leucogyrophana pouzarii är en svampart som beskrevs av Parmasto 1967. Leucogyrophana pouzarii ingår i släktet Leucogyrophana och familjen Hygrophoropsidaceae.   Inga underarter finns listade i Catalogue of Life.